# Scelotes duttoni
Scelotes duttoni är en ödleart som beskrevs av  Donald G. Broadley 1990. Scelotes duttoni ingår i släktet Scelotes och familjen skinkar. Inga underarter finns listade i Catalogue of Life.